# Émile Veinante
Émile Auguste Veinante (Metz, 12 giugno 1907 – Dury, 18 novembre 1983) è stato un calciatore e allenatore di calcio francese.

## Carriera
Veinante iniziò a giocare nelle giovanili del FC Metz nel 1919. Rimase con il FC Metz fino al 1928, quando si trasferì al Racing Club de Paris nella prima divisione, con cui vinse il campionato nazionale. Si ritirò dal calcio nel 1940.
Tra il 1929 e il 1940 Veinante giocò 24 partite per la nazionale francese, segnando 14 gol. Disputò anche i tre mondiali pre-guerra, nel 1930, nel 1934 e nel 1938. In quest'ultima occasione, Veinante realizzò agli ottavi di finale, nella partita contro il Belgio, quello che all'epoca fu il gol più veloce nella storia dei mondiali, dopo soli 35 secondi.
Veinante fu anche allenatore di RC Paris, RC Strasburgo, OGC Nizza, FC Metz e FC Nantes.

## Palmarès

### Club
- Campionato francese: 1

RC Paris: 1935-1936
- Coppa di Francia: 2

RC Paris: 1935-1936, 1938-1939